# Bogenhausen (okręg administracyjny Monachium)
Bogenhausen, Stadtbezirk 13 Bogenhausen – 13. okręg administracyjny Monachium, w Niemczech, w kraju związkowym Bawaria. W 2013 roku okręg zamieszkiwało 82 138 mieszkańców.